# Speck of Gold (album)
Speck of Gold is een ambient-deephouse-loungealbum van Afterlife (Steve Miller), uitgebracht op 1 juni 2004.

## Tracklist

### Cd 1
1. "Speck of Gold" (met Cathy Battistessa) (5:38)
2. "Clear Blue Sky" (met Calladine) (4:55)
3. "Shine" (met Cathy Battistessa) (5:42)
4. "Like Prana" (5:35)
5. "How Does It Feel" (5:01)
6. "On The Inside" (5:41)
7. "Still" (met Melanie Williams) (5:16)
8. "Smooch" (5:12
9. "Rood Beatz" (met Holly Chand) (4:50)
10. "Ozo" (6:05)
11. "Miracle" (met Neve) (6:00)
12. "Sunrise" (DJ Thunda And The K20 Allstars Mix) (met Rachel Lloyd) (6:27)

### Cd 2
1. "Take Me Inside" (Christophe Goze Mix) (met Dannii Minogue) (5:56)
2. "Shine" (Chris Coco Mix) (4:45)
3. "Miracle" (Cantoma Mix) (6:01)
4. "Clear Blue Sky" (James Bright Mix) (5:49)
5. "Sunrise" (Roger Sanchez Mix) (7:01)